# Carmen saeculare
Het carmen saeculare (Latijn voor "eeuwfeestgedicht") is een uit saffische strofen opgebouwde hymne (carmen) die in 17 v.Chr. door de Romeinse dichter Horatius werd geschreven. Hij deed dat in opdracht van keizer Augustus, die met de hymne de Ludi saeculares (eeuwfeestspelen) luister wilde bijzetten. Om hem officieel als grootste levende Romeinse dichter te erkennen kreeg Horatius tijdens deze spelen de eretitel poeta laureatus, die sinds de dood van Vergilius in 19 v.Chr. vacant was.

## Tekst
Phoebe silvarumque potens Diana,

lucidum caeli decus, o colendi

semper et culti, date quae precamur

tempore sacro,

quo Sibyllini monuere versus

virgines lectas puerosque castos

dis, quibus septem placuere colles,

dicere carmen.

alme Sol, curru nitido diem qui

promis et celas aliusque et idem

nasceris, possis nihil urbe Roma

visere maius.

rite maturos aperire partus

lenis, Ilithyia, tuere matres,

sive tu Lucina probas vocari

seu Genitalis:

diva, producas subolem patrumque

prosperes decreta super iugandis

feminis prolisque novae feraci

lege marita,

certus undenos deciens per annos

orbis ut cantus referatque ludos

ter die claro totiensque grata

nocte frequentis.

vosque, veraces cecinisse Parcae,

quod semel dictum est stabilisque rerum

terminus servet, bona iam peractis

iungite fata.

fertilis frugum pecorisque tellus

spicea donet Cererem corona;

nutriant fetus et aquae salubres

et Iovis aurae.

condito mitis placidusque telo

supplices audi pueros, Apollo;

siderum regina bicornis, audi,

Luna, puellas.

Roma si vestrum est opus Iliaeque

litus Etruscum tenuere turmae,

iussa pars mutare Lares et urbem

sospite cursu,

cui per ardentem sine fraude Troiam

castus Aeneas patriae superstes

liberum munivit iter, daturus

plura relictis:

di, probos mores docili iuventae,

di, senectuti placidae quietem,

Romulae genti date remque prolemque

et decus omne.

quaeque vos bubus veneratur albis

clarus Anchisae Venerisque sanguis

inpetret, bellante prior, iacentem

lenis in hostem.

iam mari terraque manus potentis

Medus Albanasque timet securis,

iam Scythae responsa petunt, superbi

nuper, et Indi.

iam Fides et Pax et Honor Pudorque

priscus et neglecta redire Virtus

audet adparetque beata pleno

Copia cornu.

augur et fulgente decorus arcu

Phoebus acceptusque novem Camenis,

qui salutari levat arte fessos

corporis artus,

si Palatinas videt aequos aras

remque Romanam Latiumque felix

alterum in lustrum meliusque semper

prorogat aevom,

quaeque Aventinum tenet Algidumque,

quindecim Diana preces virorum

curat et votis puerorum amicas

adplicat auris:

haec Iovem sentire deosque cunctos

spem bonam certamque domum reporto

doctus et Phoebi chorus et Dianae

dicere laudes.